# Neferkare V.
Neferkare V.  ali Naferkare Tereru bi lahko bil faraon iz Osme egipčanske dinastije, ki je vladala v prvem vmesnem obdobju Egipta od okoli 2173 pr. n. št. do 2160 pr. n. št. Njegovo ime je dokazano samo na Abidoškem seznamu kraljev (vnos 49). 

## Vira
- VIIth Dynasty 2175 - 2165. Pridobljeno 9. novembra  2006.
- Abydos King List. Pridobljeno 9. novembra  2006.